# Alejandro Soifer
Alejandro Soifer (n. Buenos Aires, 20 de septiembre de 1983)  es un escritor, periodista y docente argentino. Durante años fue docente de Lengua  y Literatura en la Ciudad de Buenos Aires, hasta emigrar a Canadá, donde vive actualmente.
Estudió la carrera de Letras en la Facultad de Filosofía y Letras de la Universidad de Buenos Aires (UBA) y obtuvo en ella los títulos de Profesor de Enseñanza Media y Superior en Letras y de Licenciado en Letras.

## Libros
- Fotos Rotas, Funesiana, Floresta, Buenos Aires, 2010.
- Los Lubavitch en la Argentina, Editorial Sudamericana, Buenos Aires, 2010, ISBN 9789500732857 (enlace roto disponible en Internet Archive; véase el historial, la primera versión y la última). (Investigación periodística)
- El último elemento peronista, Editorial Milena Caserola, Buenos Aires, 2011. (Novela)
- Que la fuerza te acompañe, Marea Editorial, Buenos Aires, 2012, ISBN 9789871307487 (Investigación periodística/Ensayo)